# 初石駅
初石駅（はついしえき）は、千葉県流山市西初石三丁目にある、東武鉄道野田線（東武アーバンパークライン）の駅。駅番号はTD 21。

## 歴史
- 1911年（明治44年）5月9日：千葉県営軽便鉄道の初石駅[1]。として千葉県東葛飾郡八木村大字初石新田字中ノ割100[2][3]に開設。
- 1923年（大正12年）8月1日：千葉県営鉄道野田線を北総鉄道へ譲渡[4][5]。
- 1929年（昭和4年）11月22日：北総鉄道が総武鉄道へ社名変更[6][7]。
- 1944年（昭和19年）3月1日：陸上交通事業調整法に基づき、東武鉄道が総武鉄道を吸収合併、同社野田線の駅となる[6]。
- 2005年（平成17年）3月7日：オストメイト対応器具を備えた多機能トイレ新設。
- 2008年（平成20年）
  - 9月：エレベーター新設工事開始、
  - 10月10日：発車メロディ使用開始。
- 2009年（平成21年）1月：エレベーター・スロープ新設。
- 2020年（令和2年）3月1日：発車標使用開始。

### 駅名の由来
江戸時代に新しく開墾された農村地帯（新田）であったために、この辺一帯は「青田新田」「初石新田」と呼ばれていた。そこから「新田」をとって「初石」と命名された。

## 駅構造
相対式ホーム2面2線を有する地上駅である。駅舎は大宮方面ホーム側にあり、柏方面ホームとは跨線橋により連絡している。跨線橋にはエレベーターが併設されており、のりばのドアの色は1番線が赤、2番線が青である。かつては柏方面ホームに3番線があったが、後に撤去され、架線復旧用資材置場として使われていた。
駅出入口柏寄りにスロープが設置されている。
トイレは大宮方面ホーム側にあり、オストメイト対応器具を備えた多機能トイレを併設する。

### のりば
| 番線 | 路線                     | 方向 | 行先     |
| ---- | ------------------------ | ---- | -------- |
| 1    | 東武アーバンパークライン | 上り | 大宮方面 |
| 2    | 東武アーバンパークライン | 下り | 柏方面   |

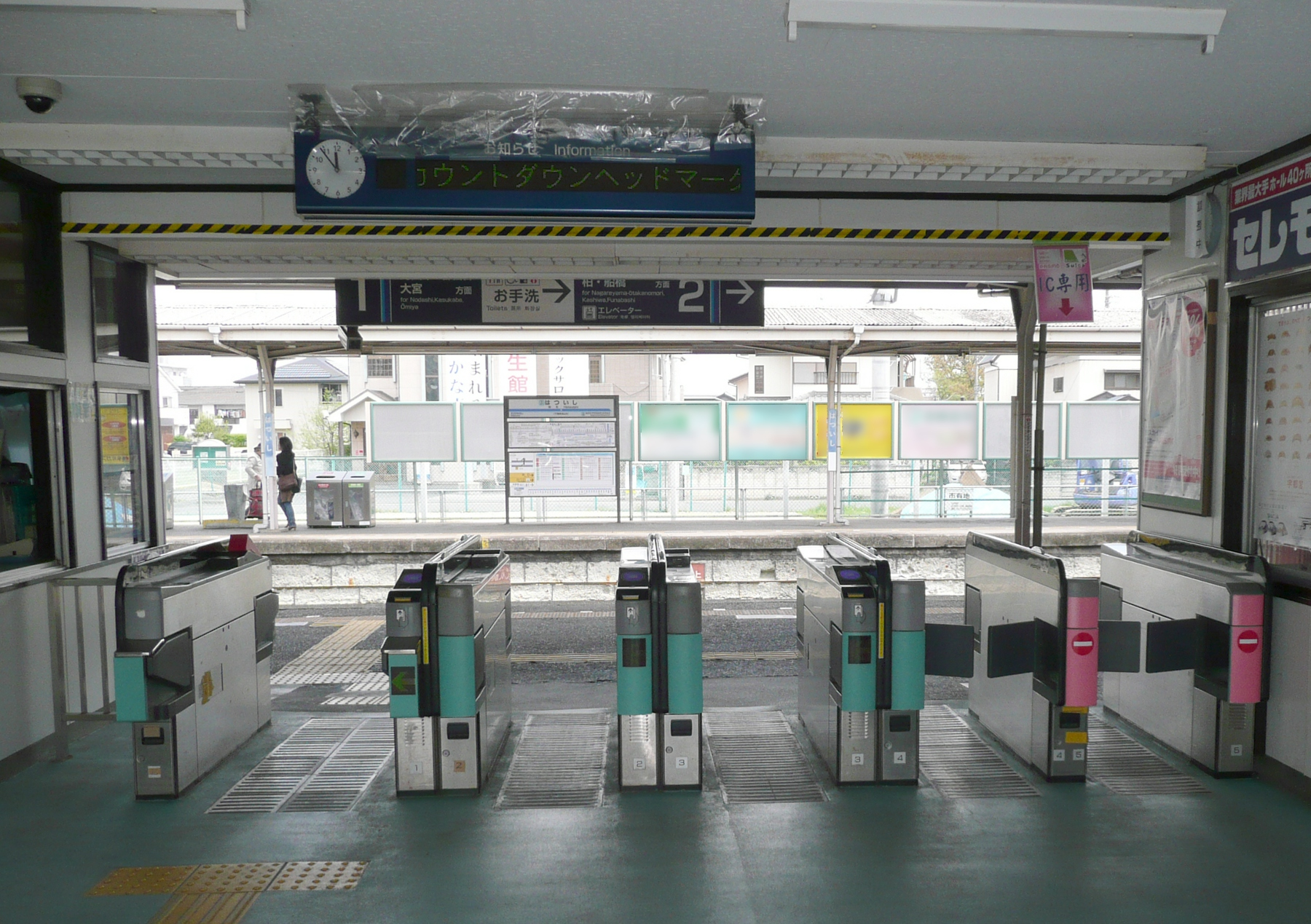
改札口（2012年4月）
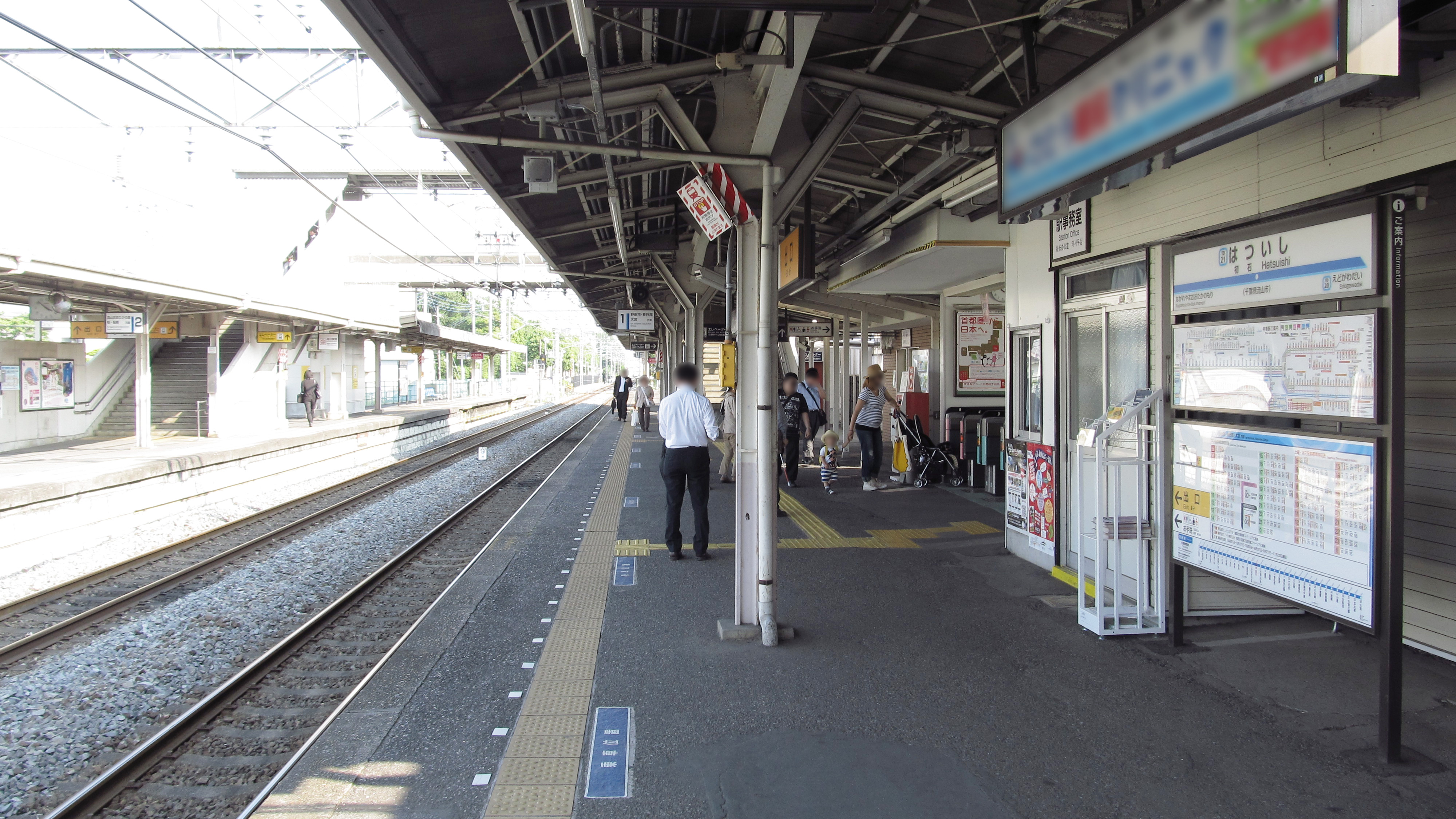
駅ホーム（2013年5月）

### 橋上駅舎化
流山市によって、橋上駅舎化・自由通路新設が事業化されている。現駅舎の改札口は西側にしかないが、2018年（平成30年）6月には東口開設について1万2千件を超える署名を住民側から市が受領、市が同月中に東武鉄道に要望書を提出した。翌年より市は、本事業に対する基金を設立し市や住民が積み立てるなどしていた。市と東武鉄道による幾度かの意見交換の後、2023年（令和5年）7月20日に、「橋上化及び自由通路整備に関する施行協定」を締結し、事業化に至った。
市によれば、現駅舎より南側に自由通路の跨線橋を構築、その北側に駅舎、そしてホームへの階段が設置される。改札内外にエレベーターが新設され、新設される東口には防災拠点として防災倉庫やマンホールトイレが新設される予定である。

## 利用状況
2024年度（令和6年度）の1日平均乗降人員は19,248人である。2005年8月24日に、当駅 - 豊四季駅間において流山おおたかの森駅が開業し、その後流山市が運営するコミュニティバスである流山ぐりーんバスが流山おおたかの森駅へ乗入れた影響で、近年は減少傾向が続いている。
近年の1日平均乗降・乗車人員の推移は以下の通り。
| 年度               | 1日平均 乗降人員 | 1日平均 乗車人員 | 出典       |
| ------------------ | ---------------- | ---------------- | ---------- |
| 1999年（平成11年） |                  | 11,533           |            |
| 2000年（平成12年） |                  | 11,448           |            |
| 2001年（平成13年） | 22,840           | 11,312           |            |
| 2002年（平成14年） | 22,413           | 11,103           |            |
| 2003年（平成15年） | 22,094           | 10,936           |            |
| 2004年（平成16年） | 21,766           | 10,776           |            |
| 2005年（平成17年） | 20,681           | 10,221           |            |
| 2006年（平成18年） | 19,816           | 9,641            |            |
| 2007年（平成19年） | 19,268           | 9,319            |            |
| 2008年（平成20年） | 18,924           | 9,188            |            |
| 2009年（平成21年） | 18,580           | 9,054            |            |
| 2010年（平成22年） | 18,425           | 8,999            |            |
| 2011年（平成23年） | 17,507           | 8,696            |            |
| 2012年（平成24年） | 17,507           | 8,693            |            |
| 2013年（平成25年） | 17,673           | 8,782            |            |
| 2014年（平成26年） | 17,440           | 8,668            |            |
| 2015年（平成27年） | 18,019           | 8,952            |            |
| 2016年（平成28年） | 18,527           | 9,229            |            |
| 2017年（平成29年） | 18,741           | 9,333            |            |
| 2018年（平成30年） | 18,653           | 9,302            |            |
| 2019年（令和元年） | 18,609           |                  |            |
| 2020年（令和 2年） | 15,250           |                  |            |
| 2021年（令和 3年） | 16,438           | 8,218            | [ 東武 3 ] |
| 2022年（令和 4年） | 17,628           | 8,813            | [ 東武 4 ] |
| 2023年（令和05年） | 18,431           | 9,215            | [ 東武 5 ] |
| 2024年（令和06年） | 19,248           | 9,620            | [ 東武 1 ] |

## 駅周辺
駅北側を千葉県道47号守谷流山線、西側に常磐自動車道（流山IC）が走る。

### 西側

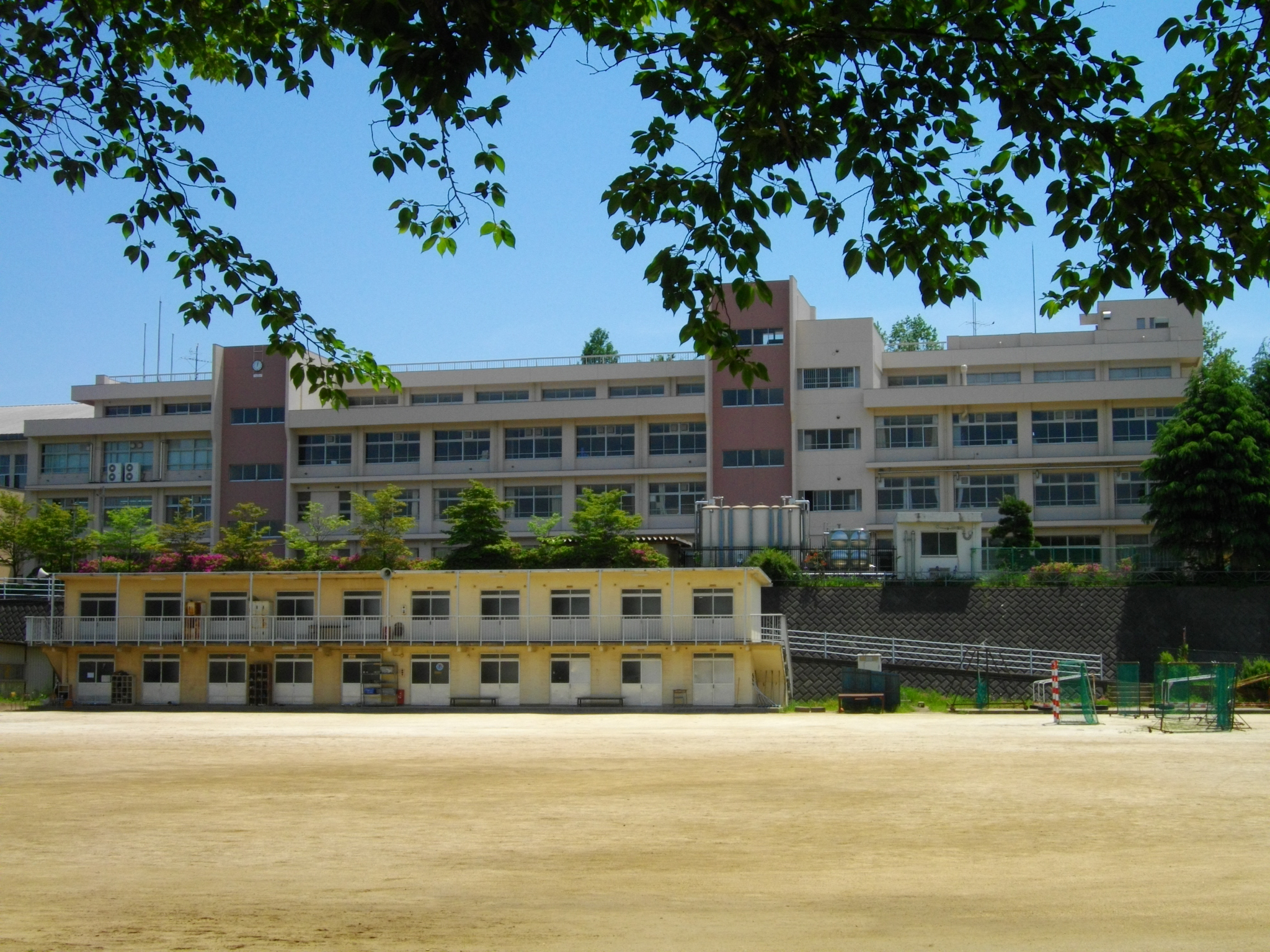
千葉県立流山おおたかの森高等学校

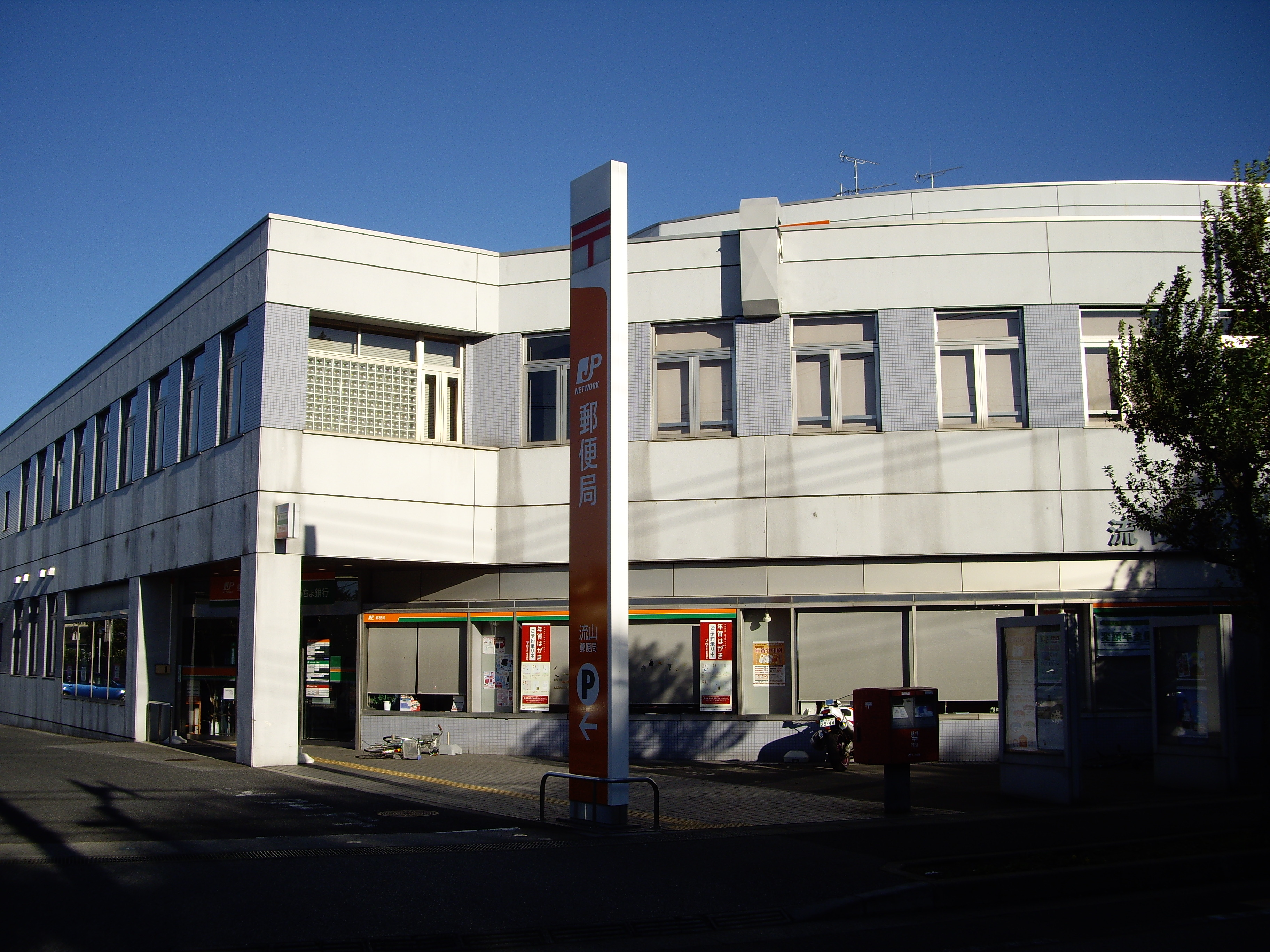
流山郵便局

流山市西初石・若葉台方面
- 流山市初石公民館
- 流山市立中央図書館 初石分館
- 流山市保健センター
- 流山市休日診療所
- 千葉県立流山おおたかの森高等学校
- 流山市立西初石中学校
- 流山市立西初石小学校
- 流山西初石郵便局
- 流山郵便局（ゆうちょ銀行流山店併設）
- 千葉銀行 初石支店
- 東武ストア 初石マイン
- ベルク 流山おおたかの森店
- 生活クラブ生協デポー おおたかの森
- マツモトキヨシ 初石店
- ウエルシア薬局 流山西初石店
- 文教堂書店 初石店
- ニッポンレンタカー 初石駅前営業所
- 流山市おおたかの森スポーツフィールド

### 東側

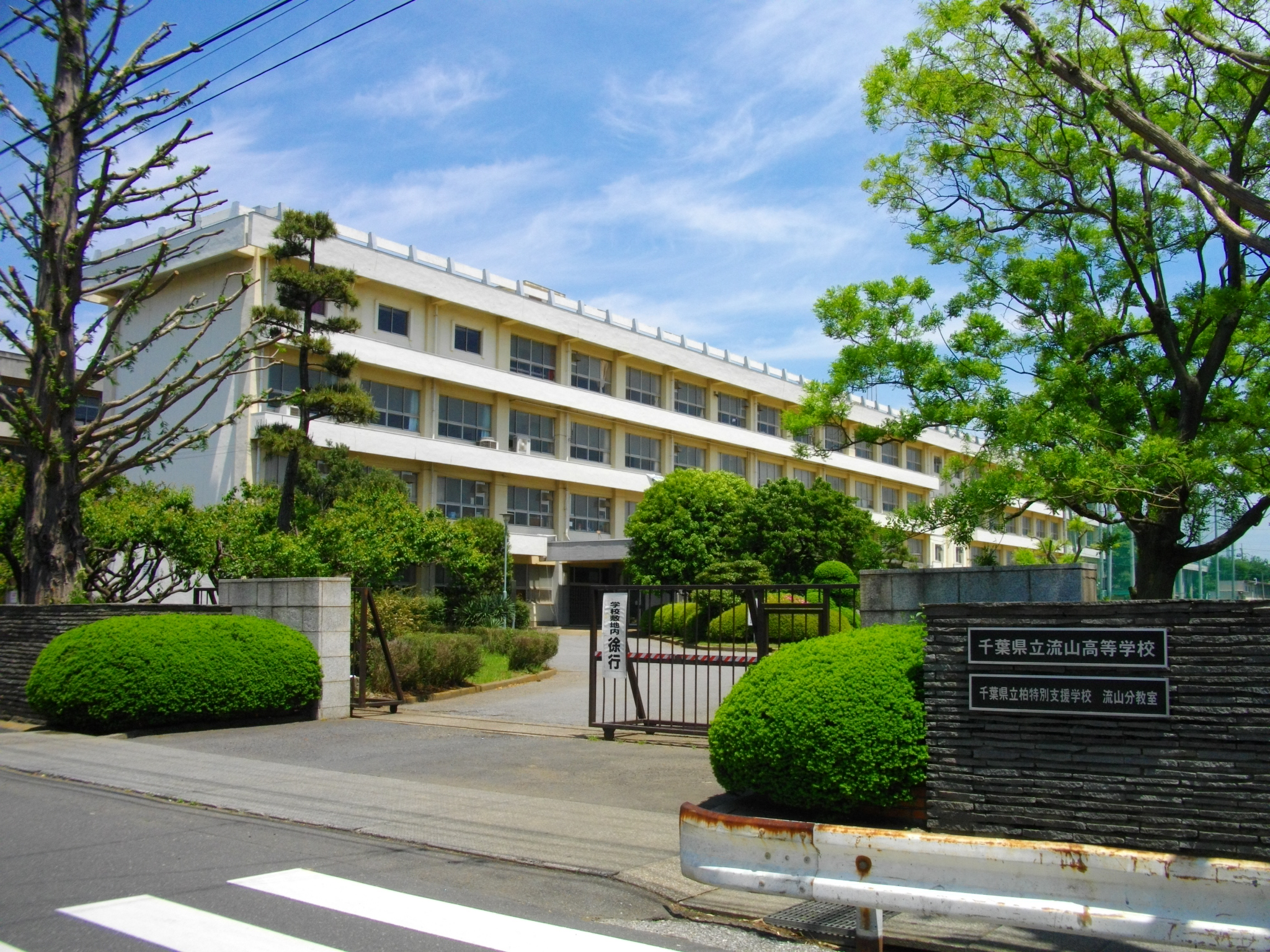
千葉県立流山高等学校

流山市東初石・美田・柏市西柏台・西原方面
- 流山警察署 初石交番
- 柏市消防局 旭町消防署西原分署
- 流山市消防団 第5方面隊第21分団
- 千葉県立流山高等学校
- 柏市立西原中学校
- 流山市立常盤松中学校
- 柏市立西原小学校
- 流山市立八木北小学校
- 流山中央病院
- 初石病院
- 泉リハビリテーション病院
- 八木郵便局
- 京葉銀行 初石支店
- マルエツ 初石店
- フーズマーケットセレクション 西原店
- ビッグ・エー 柏西原店
- ジェーソン 柏西原店
- クリエイトSD 柏西原店

## バス路線
路線バスは流山ぐりーんバス（運行は東武バス）の路線があり、「西初石三丁目」が最寄停留所だが、徒歩5分程度離れた場所にある。かつては駅前から東武バスの柏駅西口行きが運行されていたが、つくばエクスプレス開通時に廃止された。2021年（令和3年）10月1日からは東京駅への高速バスが運行開始され、「西初石三丁目」を一部便が経由していたが、僅か1年後の2022年（令和4年）9月30日限りで廃止された。2024年12月27日には、京成バス「初石線」が廃止され、「初石駅入口」停留所が廃止された。
| 乗場         | 路線         | 行先                             | 運行会社          |
| ------------ | ------------ | -------------------------------- | ----------------- |
| 初石駅       | 企業バス     | 楽天フルフィルメントセンター流山 | ■東武バス（西柏） |
| 西初石三丁目 | 西初石ルート | 流山おおたかの森駅西口           | ■東武バス（西柏） |

## 隣の駅
東武鉄道
 東武アーバンパークライン
■急行
通過
■区間急行・■普通
江戸川台駅 (TD 20) - 初石駅 (TD 21) - 流山おおたかの森駅 (TD 22)

### 利用状況
東武鉄道の1日平均乗降人員
1. 1 2 3  『駅別乗降人員 2024年度』（PDF）（レポート）東武鉄道、10頁。オリジナルの2025年5月19日時点におけるアーカイブ。2025年5月29日閲覧。
2. ↑  “駅情報（乗降人員）”.   東武鉄道. 2023年6月16日閲覧。
3. ↑  『駅別乗降人員 2021年度』（PDF）（レポート）東武鉄道、2024年、10頁。オリジナルの2024年5月18日時点におけるアーカイブ。
4. ↑  『駅別乗降人員 2022年度』（PDF）（レポート）東武鉄道、2024年、10頁。オリジナルの2024年5月18日時点におけるアーカイブ。
5. ↑  『駅別乗降人員 2023年度』（PDF）（レポート）東武鉄道、2024年、10頁。オリジナルの2024年5月18日時点におけるアーカイブ。